# Michel A. Farille
Michel Georges Auguste Farille (* 25. Juni 1945 in Paris; † 19. Juli 2016 in Valence, Département Drôme) war ein französischer Gärtner und Botaniker. Sein botanisches Autorenkürzel lautet „Farille“.

## Leben
Farilles Interesse an Pflanzen wurde früh geweckt. Sein erstes Herbarium legte er im Alter von 10 Jahren im Pariser Vorort Bondy an. Er wurde am Collège d’enseignement technique horticole in La Ferté-Milon als Gärtner ausgebildet und trat mit 18 Jahren in die Abteilung für Kulturen des Muséum national d’histoire naturelle in Paris ein, wo er für die Pflege der Blumenbeete zuständig war.
1967 begann Farille als Gärtner im Alpinen Botanischen Garten La Jaÿsinia, wo er 33 Jahre lang tätig war. Er studierte die Alpenflora des Ortes im Detail und führte eine große Anzahl Pflanzen aus Bergregionen in diesen Garten ein, der 1906 von Marie-Louise Jaÿ, der Gründerin des Warenhauses La Samaritaine, angelegt wurde.
Die Verwaltung des Gartens unterstand dem Laboratoire de Biologie végétale appliquée (Laboratorium für angewandte Pflanzenbiologie) des Muséum national d’histoire naturelle. Michel Farille war in der Botanik sehr aktiv, insbesondere als Mitglied der Société botanique de France und der Société botanique de Genève. Seine wichtigsten taxonomischen botanischen Arbeiten konzentrierten sich auf die Familie der Doldenblütler (Apiaceae). Farille absolvierte drei Expedition in den Himalaya nach Nepal, die insgesamt ein Jahr dauerten. Dort trug er zahlreiche Herbarproben zusammen. Er besuchte verschiedene Referenzsammlungen und beschäftigte sich mit der schwierigen Klassifizierung der Doldenblütler. Er beschrieb über 60 Taxa, mehrere neue Gattungen und viele neue Arten, von denen einige in sehr großen Höhen vorkamen. Aufgrund seiner angeschlagenen Gesundheit zog er sich 2012 aus der botanischen Arbeit zurück.

## Dedikationsnamen
Nach Farille ist die Doldenblütlerart Physospermopsis farillei aus Nepal benannt.